# Zichttermijn
De zichttermijn, bedenktijd of het herroepingsrecht is de termijn waarbinnen een consument een product of dienst dat op afstand is gekocht kan beoordelen en retourneren indien het 
product of de dienst niet aan de verwachtingen voldoet.
Er geldt een wettelijke termijn van 14 dagen waarbinnen de zichttermijn actief is, binnen deze termijn moet de consument melding maken van retour. Na deze melding krijgt de consument nogmaals 14 dagen om het product daadwerkelijk retour te zenden.
De zichttermijn is alleen van toepassing op aankopen die "op afstand" verricht worden. Hiermee wordt bedoeld alles dat gekocht wordt via internet, telefoon, fax of via een bestelbon uit een catalogus.

## Ingang zichttermijn
De zichttermijn gaat in als het product wordt geleverd door de verkopende partij. Bij een levering die bestaat uit meerdere deelleveringen gaat de zichttermijn in nadat de complete bestelling is ontvangen.
Voor een dienst geldt het moment dat de dienst door de koper is besteld.

## Informatieplicht
De verkoper heeft de verplichting om de koper te informeren over de volgende zaken:
- Hoe lang de bedenktijd geldt
- Hoe de koper de koop kan ontbinden (retourneren)
- Of er speciale voorwaarden bij de zichttermijn horen, denk aan vervallen van het recht bij verbreken verzegeling
- Of de verzendkosten voor het retour voor eigen rekening zijn en hoe hoog deze kosten ongeveer zijn
- Of er betaald moet worden voor werk/diensten welke al tijdens de zichttermijn zijn gedaan
- Dat er kosten in rekening gebracht kunnen worden wanneer de koper tijdens de zichttermijn het product meer dan nodig beschadigd

## Uitsluiting
Op de volgende producten en diensten is geen zichttermijn van toepassing:
- Reizen die via internet worden geboekt
- De levering van kranten, tijdschriften of magazines (niet abonnementen)
- Producten die uniek voor de koper gemaakt zijn, bijvoorbeeld een maatpak of een meubelstuk (geen standaard opties)
- Producten die snel bederven of die een beperkte houdbaarheid hebben, bijvoorbeeld een taart of een bosje bloemen
- Audio- en video-opnamen en computerprogrammatuur waarvan de verzegeling na levering is verbroken, bijvoorbeeld een CD
- Hygiënische producten of producten met een gezondheidsrisico waar de verzegeling van verbroken is, bijvoorbeeld medicijnen
- Digitale inhoud waarbij de koper nadrukkelijk afstand heeft gedaan van zijn zichttermijn, bijvoorbeeld een e-book of APP
- Producten die na levering door hun aard onherroepelijk vermengd zijn met andere zaken
- Overeenkomsten gesloten tijdens een openbare veiling, bijvoorbeeld gestort zand
- Diensten waarbij de levering met nadrukkelijke toestemming van de koper direct begonnen is waarbij de koper nadrukkelijk afstand heeft gedaan van zijn zichttermijn
- Overeenkomsten waarbij de prijs afhankelijk is van schommelingen op de financiële markten waarop de handelaar geen invloed heeft en die zich binnen de zichttermijn kunnen voordoen

## Afhandeling
Als de koper zich wil beroepen op de zichttermijn dan dient de verkopende partij waarvan het product of de dienst gekocht is binnen 14 dagen op de hoogte gesteld te worden dat het product of dienst wordt geweigerd. Wanneer het product retour gezonden is dient de verkopende partij het aankoopbedrag binnen 14 dagen na aanmelding van het retour terug te storten op de rekening van de koper. Dit moet gebeuren op dezelfde manier als waarop de koper betaald heeft. Eventuele transport en verzendkosten zijn voor rekening van de koper, mits voldaan aan de informatieplicht.